# Mikroagrese
Mikroagrese jsou stručné verbální, behaviorální nebo kontextové nepřímé urážky, ať už úmyslné nebo neúmyslné, které komunikují nepřátelské, hanlivé nebo negativní předsudky a necitelnosti vůči jedincům či jakékoli skupině.
Mikroagrese často nejsou myšleny jako přímé urážky, avšak opakují či zdůrazňují stereotypy cílených skupin, což vyjadřuje předsudky či podvědomou diskriminaci daných osob a podjatost osoby, která mikroagresi vyjadřuje, vůči cílené osobě. Např. vůči Čechovi může cizinec použít třeba otázku „čeština je stejná jako ruština, nebo ne?“, nebo větu „Česko je velmi krásné na východoevropskou zemi“.

## Definice
Termín mikroagrese poprvé definoval afroamerický psychiatr a profesor Harvardovy univerzity Chester Middlebrook Pierce v roce 1970, když popsal urážky a nepodložená zamítnutí a odbytí, jimž byli běžně podrobováni Afroameričané, dle jeho pozorování.
Počátkem 21. století bylo použití tohoto výrazu aplikováno na příležitostnou degradaci jakékoli sociálně marginalizované skupiny, včetně LGBT, lidí žijících v chudobě a postižených osob. Mikroagrese jsou incidenty, které „jsou součástí strukturálních nerovností“ a členové menšin se jimi cítí být „marginalizovaní“. Mezi neverbální behaviorální mikroagrese patří např. přehlížení.
Mikroagrese typicky opakují či zdůrazňují stereotypy založené na rasismu, sexismu, homofobii nebo jiné diskriminaci vůči dané skupině a podjatost jedince, který vyjadřuje danou mikroagresi. Mikroagrese, které jsou neúmyslné či nevědomé, mohou mít i podobu komplimentu nebo vtipu, za kterým je skrývá urážka důstojnosti určité skupiny (např. Brit řekne Čechovi: „mluvíte opravdu dobře anglicky na to, že jste z rozvojové země ve východní Evropě“).

## Příklady mikroagrese

### Bezkontextové mikroagrese
- Slepci uvádí, že k nim lidé mluví se zvýšeným hlasem, i když slyší a rozumí perfektně. (Skrytá zpráva: Osoba se zdravotním postižením je definována jako méněcenná ve všech aspektech tělesné a duševní funkce.)[9]
- Homosexuální pár se drží za ruce na veřejnosti a je jim řečeno, ať nevystavují svou sexualitu. (Skrytá zpráva: projevy homosexuálů nejsou akceptovatelné jako stejné projevy heterosexuálů.)[9]

### V americkém kulturním kontextu
- Bílý muž nebo žena si drží kabelku nebo si kontrolují svou peněženku, když se k nim přiblíží černoch nebo hispánec. (Skrytá zpráva: Vy a vaše skupina jsou zloději.)[9]
- Asijský Američan, který se narodil a vyrůstal ve Spojených státech, je pochválen bílým (neboli Evropským) Američanem za to, že mluví perfektně anglicky. (Skrytá zpráva: Nejste skutečný Američan. Ve své vlastní zemi jste cizinec navždy kvůli vašemu vzhledu.)[9]

### V českém kulturním kontextu
- Cizinec, který doposud nenavštívil Česko, se zeptá Čecha jestli čeština je stejná jako ruština, nebo jestli se Česko nachází někde vedle Ruska. (Skrytá zpráva: Jste stejní jako lidé z ostatních zemí bývalého Východního bloku, z rozvojových států ve Východní Evropě.)[10]
- Cizinec řekne Čechovi, že je Praha krásná a dokonce i lepší než Budapešť. (Skrytá zpráva: Kulturně odlišná Budapešť a Maďarsko se podobají Praze více než např. geograficky i kulturně sousedící Vídeň a Rakousko, protože Česko a Maďarsko jsou postkomunistické země.)[10]
- Zahraniční turista řekne Čechovi, že slyšel, že se tady hodně krade a zeptá se jak předejít tomu, aby byl okraden. (Skrytá zpráva: Vy a vaše skupina jsou zloději, definovaní stereotypem postsovětskćh států z 90. let.)[10]
- Čech se zeptá českého Vietnamce druhé generace, který se v ČR narodil a celý život v Česku žije (tj. Čecha, jehož rodiče mají vietnamský původ), otázku „Ty umíš česky?“ (Skrytá zpráva: vypadáte asijsky, tím pádem nejste jeden z nás, i přestože je Česko váš jediný domov.)[11]